# HANABI
《HAMABI》是生物股长的单曲。

## 概要
與上張單曲相隔2個半月，2006年發行的第2彈單曲。本作得到了周榜初登場第5位的好成績，也是首次進入Oricon榜前10。

## 収録曲
1. HANABI（4:24）
- 作詞・作曲：水野良樹 / 編曲：江口亮

動畫『BLEACH死神』的ED曲（2006年4月4日- 2006年6月20日）。
生物的首張動畫單曲，與「SAKURA」相反，是一首非常快節奏的歌曲。
PV幾乎是動畫CG合成製作而成的。
2. 甘い苦い時間（5:21）
- 作詞・作曲：山下穂尊 / 編曲：齋藤勇二

3. 木綿のハンカチーフ（4:00）
- 作詞：松本隆 / 作曲：筒美京平 / 編曲：湯浅篤

翻唱自1975年發行的太田裕美的歌曲「木綿のハンカチーフ」。
4. HANABI -instrumental-

## 収録專輯
- 櫻花盛開的街道故事（#1）
- 超いきものばかり〜てんねん記念メンバーズBESTセレクション〜（#2）
ボーナスディスク『超B面ばかり+メンバー泣きの三曲』に収録。
- BLEACH THE BEST（#1）

## 外部連結
- HANABI （页面存档备份，存于） - Sony Music